# تنگی مری
تنگی خوش‌خیم مری (به انگلیسی: Benign esophageal stricture)، یا تنگی پپتیک (به انگلیسی: Peptic stricture)، باریک شدن یا سفت شدن مری است که سبب مشکلات بلع می‌شود.

## علائم و نشانه‌ها
علائم تنگی مری شامل سوزش سر دل، طعم تلخ یا اسیدی در دهان، خفگی، سرفه، تنگی نفس، آروغ زدن پی‌درپی یا سکسکه، درد یا مشکل در بلع، ریزش خون یا کاهش وزن است.